# Anjtifi
| S34 | N35 · Aa1 | X1 · I9 · Z4 |

| S34 | N35 · Aa1 | X1 · I9 · Z4 |

Anjtifi fue un nomarca del tercer nomo del Alto Egipto, Nejen, con capital en Hieracómpolis, y su autoridad se extendía por todo el sur de Egipto, desde Elefantina hasta Tebas. Vivió a finales del primer periodo intermedio, una época de caos y hambruna. 
Se mantuvo fiel al faraón de la décima dinastía, que reinaban desde Heracleópolis Magna, en guerra con los gobernadores de Uaset (nomo de Tebas) y usurpadores del trono, los faraones de la undécima dinastía Mentuhotep I e Intef I, apoyados por el gobernador de Gebtu.  

## Guerra contra Uaset
Su gobierno se extedía por todo el sur, incluida la provincia de Elefantina (primer nomo del Alto Egipto, que le abastecía en épocas de hambruna), hasta las fronteras de la región tebana, donde tuvo lugar guerra. Parece ser que Anjtifi, aliado con el nomarca Hotep, combatió contra sus vecinos del norte, los príncipes tebanos, cuyo territorio aún no habían ampliado, y la biografía de su tumba relata su ofensiva en el corazón de la región tebana:

El general de Ermant vino a mí diciendo ¡Ven, oh valiente! Desciende de las fortalezas de la actual a Ermant! Así que descendí (...) y me di cuenta de que todas las fuerzas de Uaset y Gebtu habían asaltado las fortalezas de Ermant (...) me encaminé a la costa occidental del nomo de Uaset (...). Mis tropas buscaban batalla (...) pero nadie se atrevió a salir por temor a ellos. (...)

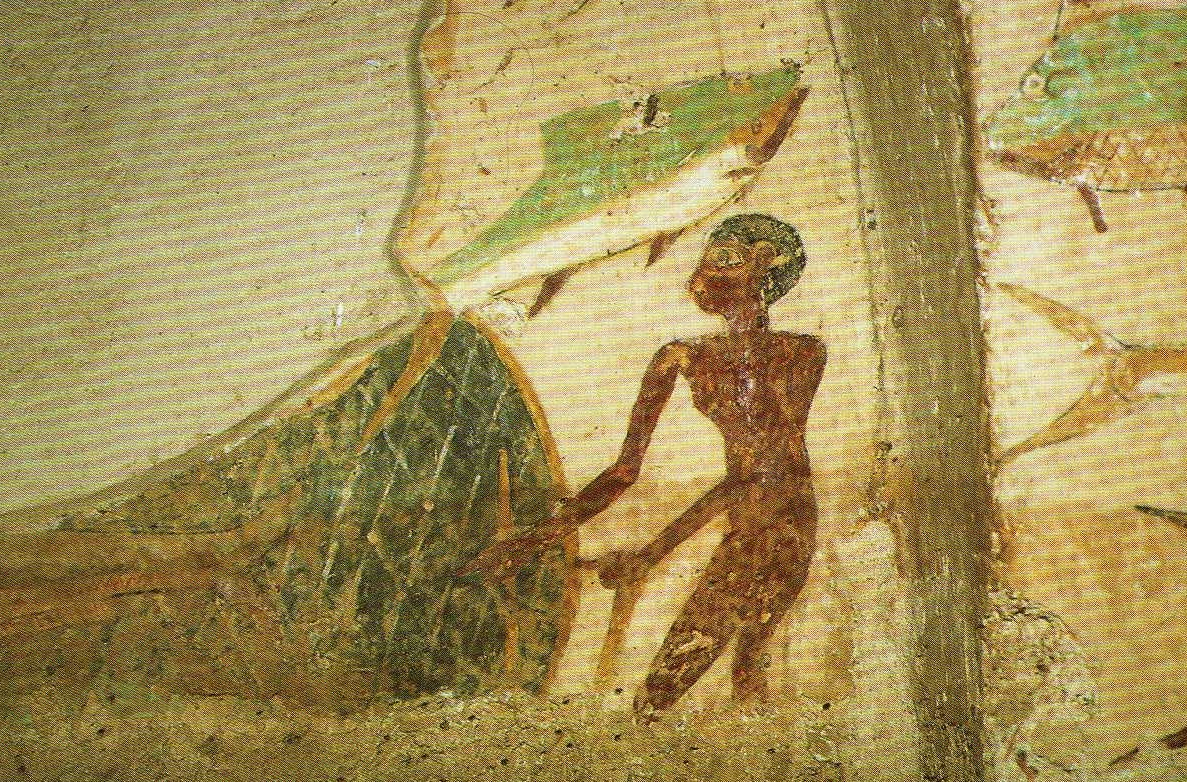
Pesca con nasa en una pintura mural de la tumba de Anchtifi en Mo'alla, 1er Período Intermedio, alrededor del 2100 a. C. ANTES DE CRISTO

A pesar del triunfalismo es posible que en estas luchas no venciera ninguno de los bandos, porque después de informar de la huida de los tebanos ante su ejército comenta, en referencia directa a la hambruna que asolaba en ese momento: 

El Alto Egipto estaba muriendo de hambre, hubo quien llegó a comer sus propios hijos. Yo me negué a que se muriera de hambre en el nomo. Me dieron un préstamo de grano, el norte donó grano al Alto Egipto (...) No sé que algo parecido haya ocurrido jamás a los nomarcas que me precedieron.

A la muerte de Anjtifi finalmente cayó el Sur, o bien se alió al rey de Tebas. Así este último pudo concentrar sus fuerzas contra sus rivales del norte y conseguir la reunificación del país.

## Crisis económica
La autobiografía de Anjtifi muestra que el temor a una crisis económica era endémica en el primer periodo intermedio, cuando los gobernadores locales se jactaban públicamente de su capacidad para alimentar a sus propias capitales mientras que el resto de Egipto moría de hambre. La prueba de la hambruna que afectaba al pueblo la aporta un trabajador de Gebtu, supervisor de los sacerdotes, que refiere que él estaba en la puerta de su excelencia Djefy, el supervisor de los sacerdotes, entregando grano a todos los habitantes de la ciudad para ayudar en los dolorosos años del hambre. 
Algunos estudiosos indican que la hambruna fue causada por el caos reinante desde la caída del Imperio Antiguo y no por una serie de años de sequía, ya que algunas observaciones arqueológicas en Elefantina parecen indicar que Egipto estaba experimentando inundaciones del Nilo un poco por encima de la media durante el primer período intermedio. Sin embargo, el profesor Hassan Fekri de la University College de Londres ha descubierto pruebas claras de que un repentino cambio climático mundial causó la completa desecación del lago Birket Qarun entre 2200 y 2150 a. C., coincidiendo con la caída del Imperio Antiguo. La evaporación del agua del lago, que se produjo a lo largo de un período de varios años, indica la gravedad de la sequía que afectaba a Egipto durante este tiempo.

## Tumba

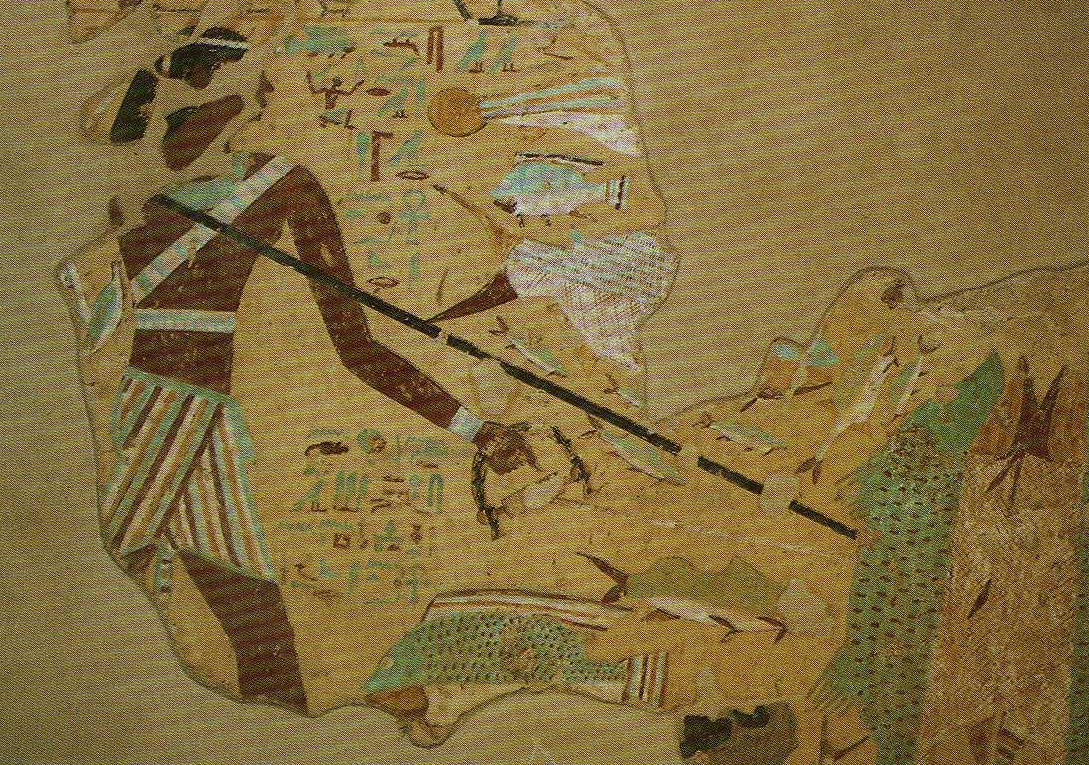
Escena de pesca. Fragmento pictórico procedente de la tumba de Anjtifi.

Anjtifi, en su derecho como nomarca o gobernador, construyó y decoró lujosamente una tumba en Hefat, excavada con una forma irregular en la roca, cuyo techo mantienen 30 columnas. En sus paredes inscribió su autobiografía, detallando sus intentos de restablecer el orden, su resistencia contra Tebas y el sufrimiento del pueblo en su época. Es una de las más importantes fuentes para conocer el primer período intermedio.
La autobiografía destaca la división política de Egipto durante su etapa como nomarca de Nejen, y se describe a sí mismo en primer lugar como «Gran jefe de Nejen y Edfu» más que como gobernador del Alto Egipto. Su autobiografía también muestra que sólo se convirtió en nomarca de Edfu después de derrotar a su gobernador Juy, quien era un aliado de Tebas. Si bien más tarde Tebas derrotó a sus fuerzas y ganó el control de Edfu, Hieracómpolis y Elefantina bajo la dirección de los faraones Intef I e Intef II, la terminación de su tumba sugiere que no fue Anjtifi el derrotado en la batalla.

## Titulatura
En la tumba relata sus títulos y logros:

"Príncipe y gobernador, tesorero del rey del Bajo Egipto, Amigo único, Sacerdote lector, Jefe del ejército, Jefe de los intérpretes, Cabeza de las regiones montañosas, Gran Jefe de los nomos de Edfu y Nejen, Anjtifi dijo: Horus me condujo al nomo de Edfu por su bien, para restablecer el orden. Actué de inmediato (...). He encontrado la casa de Juy inundada como lugar de pesca, descuidada por quién era el responsable y en ruinas por las acciones de los miserables. Hice reconciliar al hombre con quien había asesinado a su padre o a su hermano para restablecer el orden en el nomo de Edfu (...)

| D2 · D21 | D1 · Z1 | O29 · D36 | G1 | A1 |

| D2 · D21 | D1 · Z1 | O29 · D36 | G1 | A1 |

El texto de la tumba sigue el ejemplo de la fraseología real, exaltando el valor del difunto:  

Yo era la respuesta para el mejor y el peor de los hombres. Yo fui quien encontró la solución cuando el país carecía de ella debido a las malas decisiones, y mis palabras fueron sabias y mi valentía triunfó el día en que fue necesario unir a las tres provincias. Soy un hombre honesto que no tiene igual, un hombre que puede hablar libremente cuando los demás están obligados a guardar silencio.

### Citas
1. 1 2 3 4   Grimal: op. cit., pág. 142.
2. ↑  Seidlmayer, Stephan: The First Intermediate Period, en The Oxford History of Ancient Egypt, pág. 129.
3. ↑  Hassan: La caída del Imperio Antiguo de Egipto.
4. ↑  Hassan: Desastres que afectaron a los antiguos.
5. 1 2   Grimal: op. cit., pág. 143